# Dějiny mentalit
Dějiny mentalit zkoumají jednotné strategie určitých sociálních skupin, jejich hodnotové systémy a postoje. Dějiny mentalit mohou zkoumat venkovskou i městskou společnost, lidové i elitní skupiny obyvatelstva. Historikové, kteří se zabývají studiem dějin mentalit, často využívají seriální typy pramenů (např. testamenty) a demografické statistiky.
Slovo mentalita pochází z latiny. Mentalita je chápána jako soubor psychických vlastností, charakteristických například pro určitý lidský věk, geografický rámec nebo sociální prostředí. Pojem „mentalita“ se vždy užívá v souvislosti s určitou sociální skupinou (např. „měšťanská mentalita“, „šlechtická mentalita“); „mentalita jedince“ neexistuje.
Mentalita se navenek projevuje reakcemi lidí na určité podněty, proto se někdy používá pojem „kolektivní psychologie“. Protože mentalita vzniká v určitém prostředí, je nutné analyzovat společenské podmínky, v nichž vznikla. V anglickém jazyce je pojem doložen v roce 1691. Ve Francii se rozšířil kolem poloviny 19. století.

## Vznik dějin mentalit
Počátky výzkumu dějin mentalit můžeme nalézt již na konci 19. století. Zakladatel francouzské sociologické školy Emile Durkheim použil roku 1898 pojem „kolektivní reprezentace“. Žáci jeho školy, představované zejména Lucienem Lévym–Bruhlem, začali brzy používat termín mentalita při studiu primitivních společností.
Historikové se o dějiny mentalit začali více zajímat na počátku třicátých let 20. století. O rozšíření dějin mentalit jako způsobu zkoumání historie se zasloužila především škola Annales, ale také další historikové jako Johan Huizinga, Norbert Elias, Mario Praz a další. Dějiny mentalit v tomto období nebyly pojímány jako samostatná kategorie, ale jako součást sociálních dějin. O teoretickou definici se postaral až Gerd Tellenbach ve stati Mentalität, která vyšla ve sborníku Ideologie und Herrschaft im Mittelalter z roku 1982. Metodické problematice koncepce dějin mentalit se v 80. letech věnoval rovněž Volker Sellin a sborník Mentalitäten im Mittelalter. Pojem dějiny mentalit tak vstoupil do pojmového aparátu historických věd a posléze se stal i samostatným historickým oborem. Rozvoj informačních technologií a informatiky umožnil hromadnou analýzu údajů získaných ze seriálních pramenů. Touto analýzou se zabývali především Pierre Chaunu a Michel Vovelle.
Výzkumem dějin mentalit se zabývali především historikové zaměření na středověk a raný novověk. Aplikace této metody ve výzkumu 19. a 20. století je stále ojedinělá. Mezi historiky, kteří se touto metodou  zabývav novějších dějinách patří například Adeline Daumard, Anne–Marie Furier a Christopher Browning.